# Лайл, Эмма Рейн
Эмма Рейл Лайл (англ. Emma Rayne Lyle; род. 26 августа 2003, Тампа, Флорида) — американская актриса, наиболее известная своей ролью Эмили Редди в фильме «Я не знаю, как она делает это» (2011). За эту роль актриса получила премию «Молодой актёр» в номинации «Лучшая молодая актриса в возрасте от десяти лет и более». Также сыграла роль Николь Блум в фильме «Си-бемоль-кокос» (2012). За эту роль она удостоилась премией «Молодой актёр» в номинации «Лучшая молодая актриса второстепенной роли в возрасте от десяти лет и более». Также она сыграла роль Джеки в фильме «Возвращение». Там она исполнила роль дочери героев Линды Карденелли и Майкла Шеннона.